# DietPi
DietPi è una distribuzione Linux basata su Debian ottimizzata per SBC (Single Board Computer) e pensata per essere leggera, essenziale e semplice da installare e configurare.

## Caratteristiche
A differenza di Raspberry Pi OS, DietPi, supporta un gran numero di schede SBC differenti oltre a quelle Raspberry Pi. Ad esempio è compatibile con Banana Pi, Orange Pi, Odroid e molte altre.

Per la configurazione del sistema viene messo a disposizione il tool DietPi-Config, uno strumenti simile a Raspi-Config che permette di modificare le impostazioni hardware quali: audio, lingua, bluetooth, rete (wifi, ethernet, ip statico/DHCP) e offre una serie di tool per il benchmark e il testing.
L'installazione del software avviene tramite DietPi-Software che, oltre ad installare il software richiesto, applica delle ottimizzazioni in base all'hardware a disposizione per ottimizzarne le prestazioni. I software messi a disposizione da DietPi-Software dipendono dal dispositivo in uso e dall'architettura della CPU in uso.

## Tool di DietPi
Una delle caratteristiche distintive di DietPi è la sua suite di tool , basati su whiptail e progettati per semplificare la configurazione e la gestione del sistema. Questi tool sono accessibili tramite il comando dietpi-launcher da terminale.
Oltre a questi tool, DietPi mette a disposizione altri tool specifici tra cui:
- dietpi-config: Permette di configurare le impostazioni di base del sistema (tra cui la configurazione delle interfacce di rete, hostname, risoluzione video, impostazioni audio, lingua, fuso orario ecc.)
- dietpi-update: Verifica e installa gli aggiornamenti disponibili per il sistema operativo e i pacchetti installati.
- dietpi-backup: Permette di creare backup completi del sistema su un supporto esterno.
- dietpi-drive_manager: Gestisce i punti di montaggio dei dischi, lo spazio di swap e offre opzioni per formattare le unità.
- dietpi-file_explorer: Un file manager leggero basato su terminale.
- dietpi-services: Permette di gestire i servizi di sistema (avvio, arresto, riavvio, stato).
- dietpi-autostart: Configura le applicazioni o gli script da eseguire all'avvio del sistema.
- dietpi-process_tool: Visualizza i processi in esecuzione e permette di gestirli (kill, nice).
- dietpi-benchmark: Esegue benchmark per valutare le prestazioni del sistema.
- dietpi-ramdisk: Permette di creare e gestire un ramdisk per velocizzare l'accesso ai file temporanei.
- dietpi-letsencrypt: Facilita l'installazione e la configurazione di certificati SSL/TLS gratuiti tramite Let's Encrypt per server web.
- dietpi-clean: Pulisce il sistema da pacchetti non necessari e cache.
- dietpi-bugreport: Genera un report di sistema utile per la risoluzione dei problemi e per segnalare bug.